# Љубомир Љубо Шерцер
Љубомир Љубо Шерцер (Браник, код Нове Горице, 1. август 1915 — Љубљана, 22. децембар 1941), учесник Народноослободилачке борбе и народни херој Југославије.

## Биографија
Рођен је 1. августа 1915. године у Бранику, код Нове Горице. Убрзо после завршетка Првог светског рата, породица Шерцер се преселила у Љубљану. Ту је Љубо завршио нижу гимназију, а затим постао питомац 60. клсе Ниже школе Војне акдадемије (1. октобра 1930 г.). После завршене Војне академије произведен је у чин пешадијског потпоручника 1. октобра 1935, а у чин пешадијског поручника 1. октобра 1939 године.
Непосредно пред Други светски рат, био је поручник у Книну. Приликом капитулације југословенске краљевске војске, Љубо се није предао, већ се са својом четом пробијао према Србији, у нади да ће тамо постојати бољи услови за одбрану земље. Своју митраљеску чету распустио је тек онда када се с њом, после кратке и оштре борбе, пробио из немачког обруча. Разочаран брзим сломом земље, вратио се у Љубљану.
У Љубљани се убрзо повезао са Освободилном фронтом - Љубо је био један од првих југословенских официра који су се укључили у Народноослободилачки покрет Југославије. Био је најпре војни инспектор омладинских борбених група, а 24. јула 1941. године је ступио у партизане, у Молничку чету. Због својих војних способности убрзо је постао командир Мокрешке партизанске чете, с којом је 30. августа напао карабињерску станицу на Турјаку.
У италијанској офанзиви на Мокрец, од 14. до 16. септембра 1941. године још једном је показао своје велико војничко искуство. Своје борце је поделио у мале групе, и њима тако спретно маневрисао да су две италијанске колоне, од којих је свака имала стотину војника, неколико путра засипале ватром једна другу.
Највећа и најважнија акција Љубе Шерцера и његових бораца је био напад на Лож, 19. октобра 1941. године. Два дана пре напада, Љубо је у цивилном оделу отишао у Лож и тамо детаљно разгледао положај и снагу италијанске војске. Боровничка чета је напала Безуљак, а Шерцерова чета је напала Лож. Напад на Лож је био врло тежак. Са 47 бораца, Шерцер је морао напасти неколико зграда у којима је било око 80 италијанских војника. У нападу је заплењено је 7 пушака и доста муниције, убијено и рањено неколико десетина италијанских војника, заробљено 7 војника и командант места. Партизани су имали само 3 погинула борца.
Када су Италијани послали помоћ, јединици из Ложа, Шерцер је своју чету успешно извукао. Међутим повлачење је било теже од самог напада. Италијани су управо тада почели снажну офанзиву против партизана на Криму и Мокрецу и борци су били принуђени да се повлаче под непрестаном борбом. Услед ране и оштре зиме пало је око метар снега. Борце који су били промрзли и гладни, исцрпљивао је умор и болести. Најтеже борбе с непријатељем су вођене 26. и 27. октобра, када је непријатељ, у селу Белим Водама, напао партизанско упориште. Због издаје, непријатељ је успео да зароби неколико бораца и да пресече пут патроли која је борцима доносила храну. Ипак Љубо Шерцер је успео да извуче борце из овог опасног обруча.
После завршене офанзиве, у Љубљану су повучени сви борци који су били исцрпљени, рањени или болесни. Око 30. октобра 1941. године вратио се и Љубо. Али је услед издаје ухапшен 13. новембра. У затвору су се тада налазили борци које су италијани заробили у току и после повлачења из Ложа. Затворене борце су теретирили заробљени италијански војници, које су партизани у тешким условима повлачења пустили и четири партизанска дезертера. Најтеже су теретили Љубу, као команданта и вођу свих акција.
У затвору, у касарни и касније на Суду, Љубо је био у самици. На саслушању је мучен, али и поред тога није одговарао на постављена питања. Суђење Љуби Шерцеру и шеснеасторици његових сабораца, почело је 15. децембра. Прва тачка оптужнице их је теретила да су на територији Ложа и на другим местима били у наоружаној гомили, да би вршили злочине против сигурности и опстанка државе, с отежавајућим околностима за Шерцера јер је био иницијатор, организатор и вођа.
Када је прочитана оптужница, Љубо је рекао: „Судите ми, али не као злочинцу, већ као официру који је остао веран заклетви коју је дао свом народу и својој домовини!“ Пресуда је изречена 16. децембра 1941. године, Љубо и пет његових бораца осуђени су на смрт. Стрељани су 22. децембра на стрелишту Страхомеру, код Љубљане. После рата, његови посмртни остаци су пренети и сахрањени у Гробницу народних хероја у центру Љубљане.
За народног хероја проглашен је, одлуком Врховног штаба НОВ и ПОЈ, а на предлог Главног штаба НОВ и ПО Словеније, међу првим борцима Народноослободилачког рата - 25. октобра 1943. године, заједно са другим истакнутим борцима и Словеније - Иваном Кавчичем, Тонетом Томшичем и Славком Шландером.